# Плюснин, Николай Петрович
Николай Петрович Плюснин (24 августа 1930 — 25 ноября 2016) — советский хозяйственный, государственный и политический деятель, Герой Социалистического Труда.

## Биография
Родился в 1930 году в Кировской области. Член КПСС.
С 1947 года — на хозяйственной, общественной и политической работе. В 1947—1990 гг. — работник бумажной фабрики «Красный курсант», военнослужащий на Военно-морском флоте, сушильщик, машинист седьмой бумагоделательной машины, начальник 4-го бумцеха, заместитель главного технолога Соликамского целлюлозно-бумажного комбината Министерства целлюлозно-бумажной промышленности СССР, советский специалист на бумажной фабрике в городе Костенец, руководящий работник Киевского картонно-бумажного комбината.
Указом Президиума Верховного Совета СССР от 20 апреля 1971 года за выдающиеся успехи, достигнутые в выполнении заданий пятилетнего плана по выработке целлюлозно-бумажной продукции, присвоено звание Героя Социалистического Труда с вручением ордена Ленина и золотой медали «Серп и Молот».
Делегат XXV съезда КПСС.
Почетный гражданин города Соликамска.
Умер в Обухове в 2016 году.